# Alliance pour le Brésil
L'Alliance pour le Brésil (Portugais: Aliança pelo Brasil, APB) est un parti politique brésilien d'extrême droite lancé le 12 novembre 2019 par le président brésilien Jair Bolsonaro après son départ du Parti social-libéral. Il est dissous en 2022.